# Worin
Worin è una frazione del comune tedesco di Vierlinden, nel Land del Brandeburgo.

## Storia
Il 26 ottobre 2003 il comune di Worin venne soppresso e fuso con i comuni di Diedersdorf, Friedersdorf e Marxdorf, formando il nuovo comune di Vierlinden.

## Monumenti e luoghi d'interesse
Chiesa (Dorfkirche)Edificio in pietra con torre di facciata, modificato nel Quattrocento.